# Estiatge

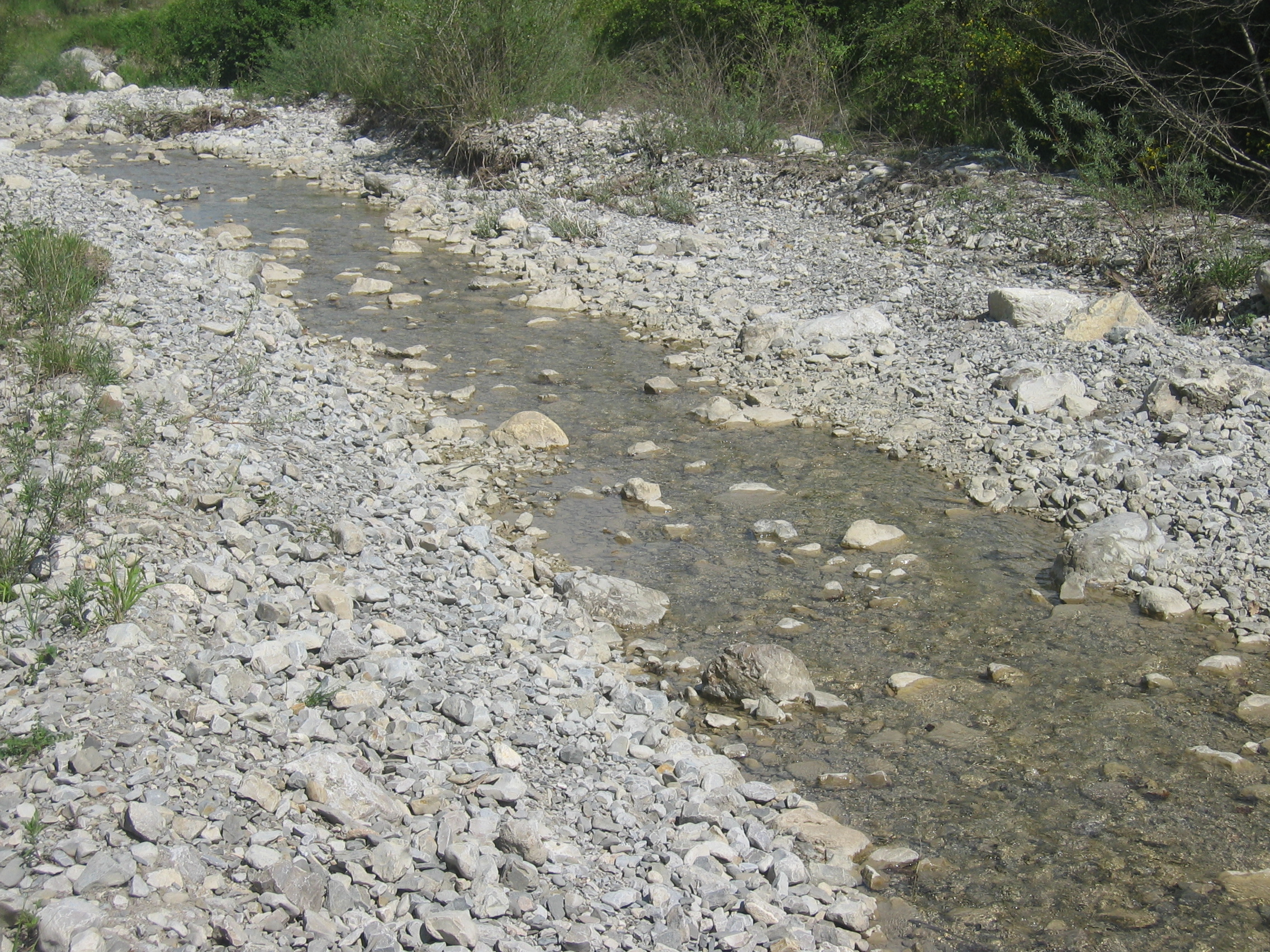
Riu Esconavette a Montmaur de Diés (França) gairebé sense aigua.

L'estiatge és el nivell de cabal mínim que aconsegueix un riu o llacuna en algunes èpoques de l'any, principalment a causa de la sequera. El terme es deriva d'estiu, pel fet que a la regió de la Mediterrània, l'estiu és l'època de menor cabal dels rius a causa de la relativa escassetat de precipitacions en aquesta estació. Quan ens referim al règim d'un riu, l'estiatge és el període d'aigües baixes. L'estiatge d'un riu no depèn només de l'escassetat de precipitacions, sinó també per causa d'una major insolació i, per tant, al major potencial d'evapotranspiració (de les plantes) i de l'evaporació més intensa dels cursos d'aigua. Principalment és causat per la sequera, l'escalfament global o la manca de pluges.

## A la península Ibèrica
A les tres vessants peninsulars l'estiatge es dona en els mesos d'estiu, però la mediterrània presenta els estiatges més importants (l'estiatge és més intens i durador com més meridional és la conca d'un riu, ja que, a la península Ibèrica, les pluges disminueixen del nord i nord-oest cap al sud i sud-est del territori. També es poden produir a la primavera per causa de la temperatura.